# Kreis Paderborn
Kreis Paderborn is een Kreis in de Duitse deelstaat Noordrijn-Westfalen. Kreisstadt is de gelijknamige stad. De Kreis telt 308.335 inwoners (31 december 2020) op een oppervlakte van 1.246,78 km². Op 31 december 2020 had 10,12% van de inwoners een niet-Duits staatsburgerschap (31.195 niet-Duitsers) en hadden 315 inwoners het Nederlandse staatsburgerschap.

## Steden en gemeenten
De volgende steden en gemeenten liggen in de Kreis:

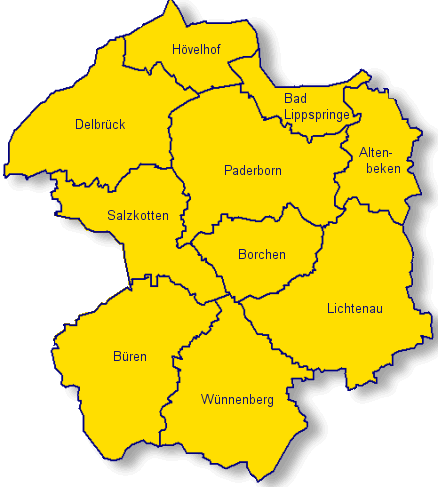
steden en gemeenten

| Steden                                                                                            | Gemeenten                            |
| ------------------------------------------------------------------------------------------------- | ------------------------------------ |
| 1. Bad Lippspringe 2. Bad Wünnenberg 3. Büren 4. Delbrück 5. Lichtenau 6. Paderborn 7. Salzkotten | 1. Altenbeken 2. Borchen 3. Hövelhof |

Zie ook: Lijst van Kreise en kreisfreie steden in Noordrijn-Westfalen
Altenbeken · Bad Lippspringe · Bad Wünnenberg · Borchen · Büren · Delbrück · Hövelhof · Lichtenau · Paderborn · Salzkotten